# Sayaguesa

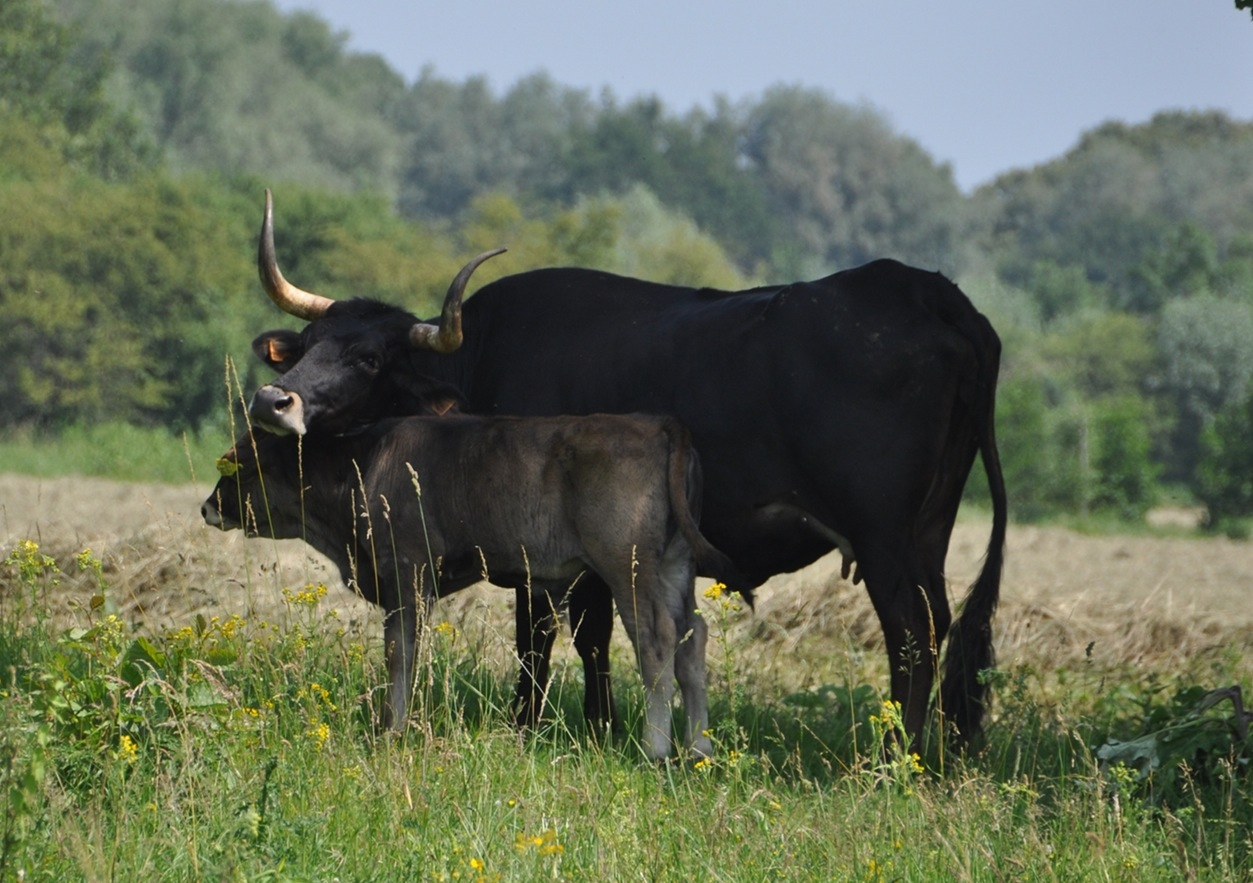
Sayaguesa-Kuh im Naturschutzgebiet Lippeaue

Sayaguesa, auch Zamorana genannt, ist eine ursprüngliche spanische Hausrinderrasse aus der Comarca de Sayago im Südwesten der westspanischen Provinz Zamora, welche noch einige deutliche Merkmale des ausgerotteten Auerochsen aufweist.

## Aussehen und Beschreibung
Die Sayaguesa-Rinder sind sehr groß – ausgewachsene Kühe wiegen zwischen 650 und 700 kg, Bullen zwischen 1000 und 1100 kg. Die Bullen sind schwarz und haben oft einen hellen Aalstrich. Die Kühe sind oft nur unwesentlich heller als die Bullen, jedoch sind noch einige wenige Sayaguesa-Kühe wildfarben-braun, auch weisen sie das hell umrandete Flotzmaul auf. Die Hörner sind Auerochsen-artig und insbesondere bei Bullen nach vorne geschwungen. Die Sayaguesa-Rinder sind eine hochbeinige Rasse, welche darüber hinaus über eine oft geschwungene Rückenlinie verfügt, so dass ihre Statur an die des Auerochsen erinnert. Sayaguesas haben, wie einige andere Primitivrinderrassen, nicht das kurze „Kälbchengesicht“, welches viele andere Hausrinder besitzen.
Die Rasse gilt als langlebig, robust und genügsam und lebt daher bei den meisten Haltern ganzjährig frei und benötigt keinen Stall oder Unterstand.

## Vorkommen
Traditionell werden diese kräftigen Rinder als Arbeits- und Zugtiere verwendet. Es gibt nur noch rund 640 Exemplare und die Rasse gilt seit 1997 als gefährdet. Es ist die geringe Wirtschaftlichkeit der Primitivrassen, welche viele Bauern veranlasst, von diesen auf produktivere Rassen umzusteigen oder sie mit solchen zu kreuzen.
Aufgrund seiner Auerochsenartigkeit erfreut sich Sayaguesa jedoch in einer Reihe von Renaturierungsprojekten zunehmender Beliebtheit. So werden Sayaguesas etwa von der Arbeitsgemeinschaft Biologischer Umweltschutz im Kreis Soest verwendet. Diese betreibt seit 1996 Kreuzungen hauptsächlich von Heckrind, Sayaguesa und Chianina, um die Ähnlichkeit des Heckrinds zum Auerochsen zu erhöhen. Diese Züchtungen werden Taurusrinder genannt. Auch die Stichting Taurus verwendet diese Rasse, wo sie in das Abbildzüchtungsprojekt TaurOs Project integriert ist. Dieses arbeitet auch mit weiteren Rassen wie Pajuna, Maremmana primitivo oder Maronesa.

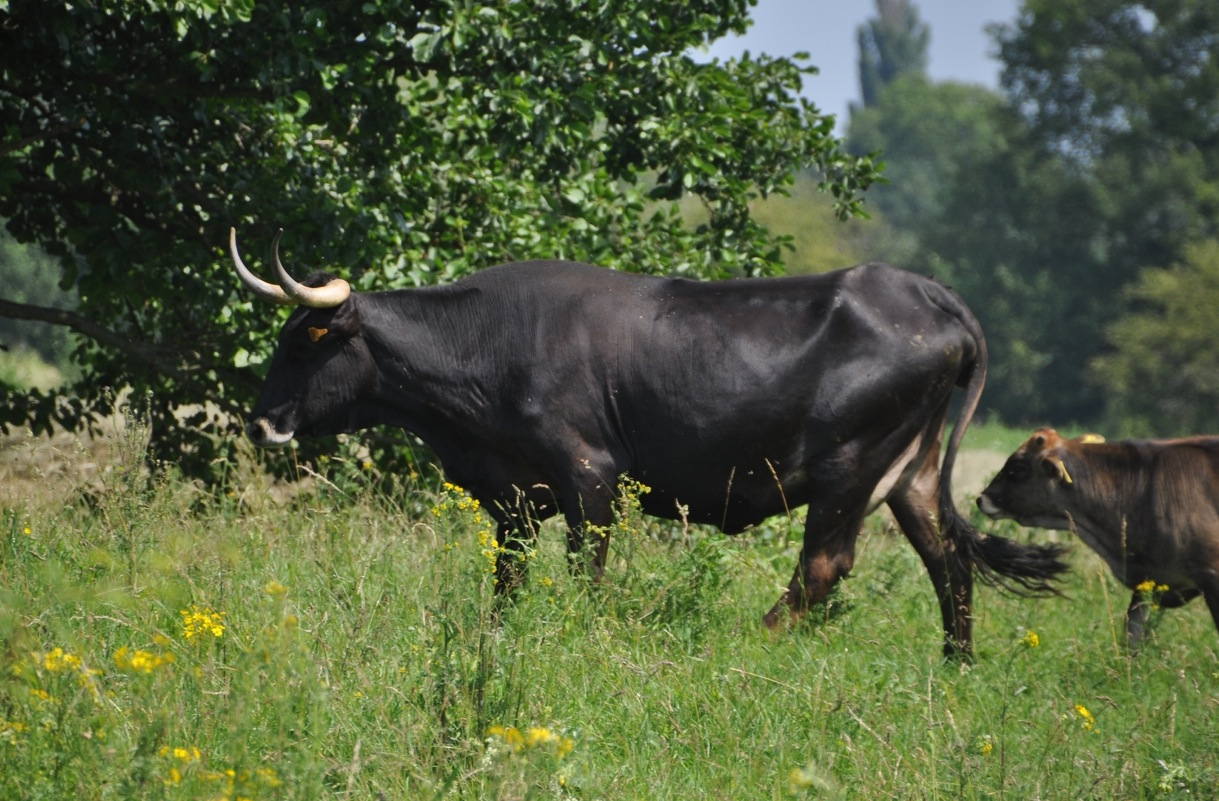
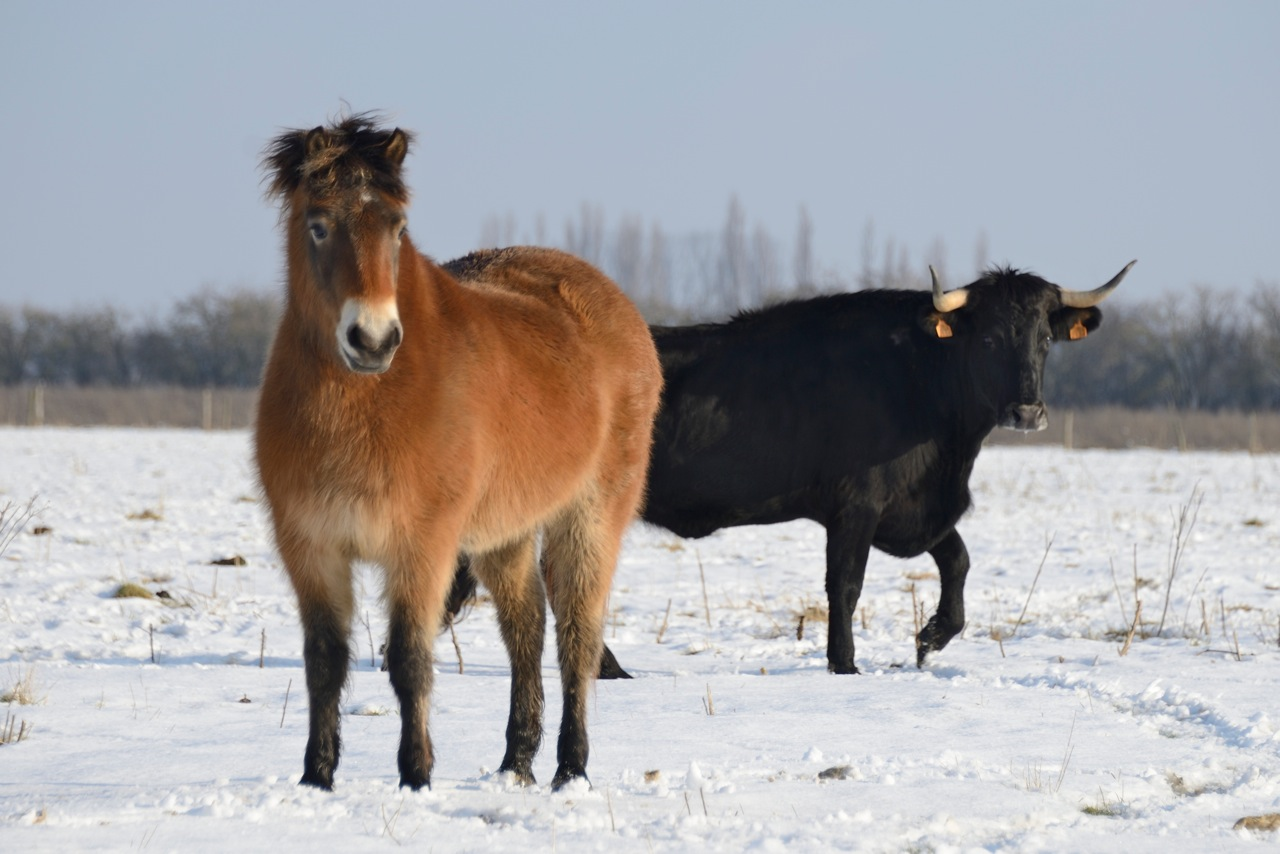
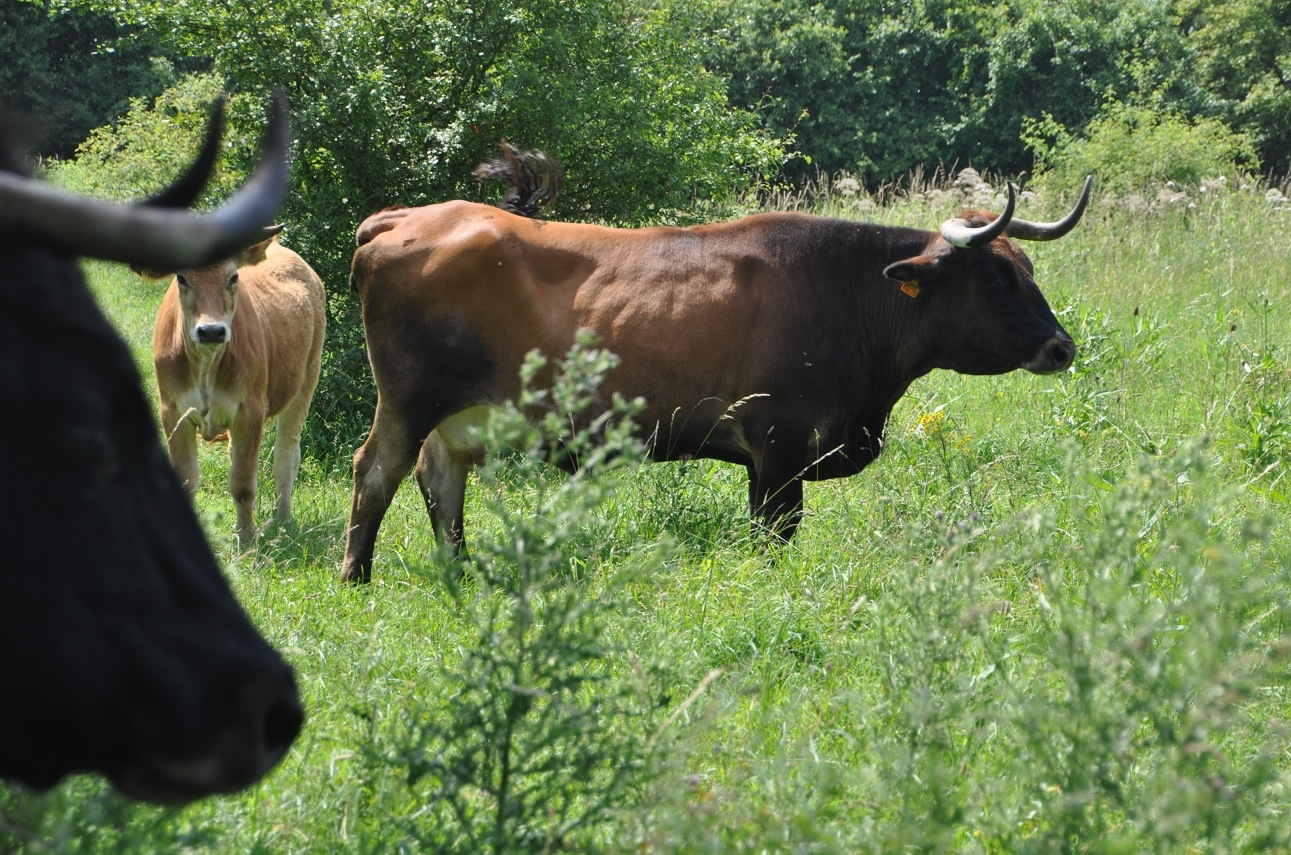
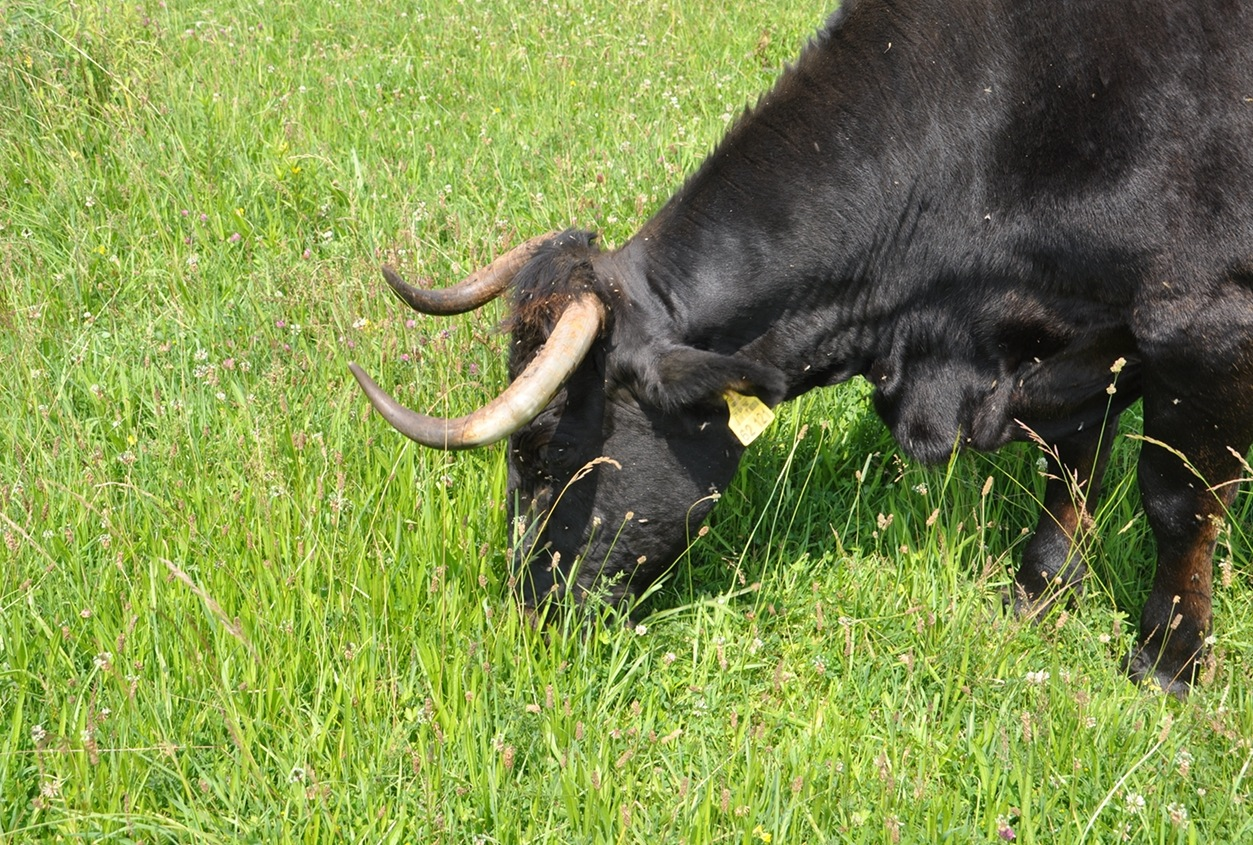